# Steen Boldsen
Steen Boldsen (født 7. oktober 1955 i Gladsaxe) er en dansk tidligere håndboldspiller, der spillede for Helsingør IF i den bedste liga og desuden fik fem landskampe. Han er i det civile liv forretningsmand og nu ejendomsmægler for Boldsen Erhverv i Nordsjælland.
Han er desuden far til den tidligere håndboldlandsholdspiller Joachim Boldsen.